# Ronzinante

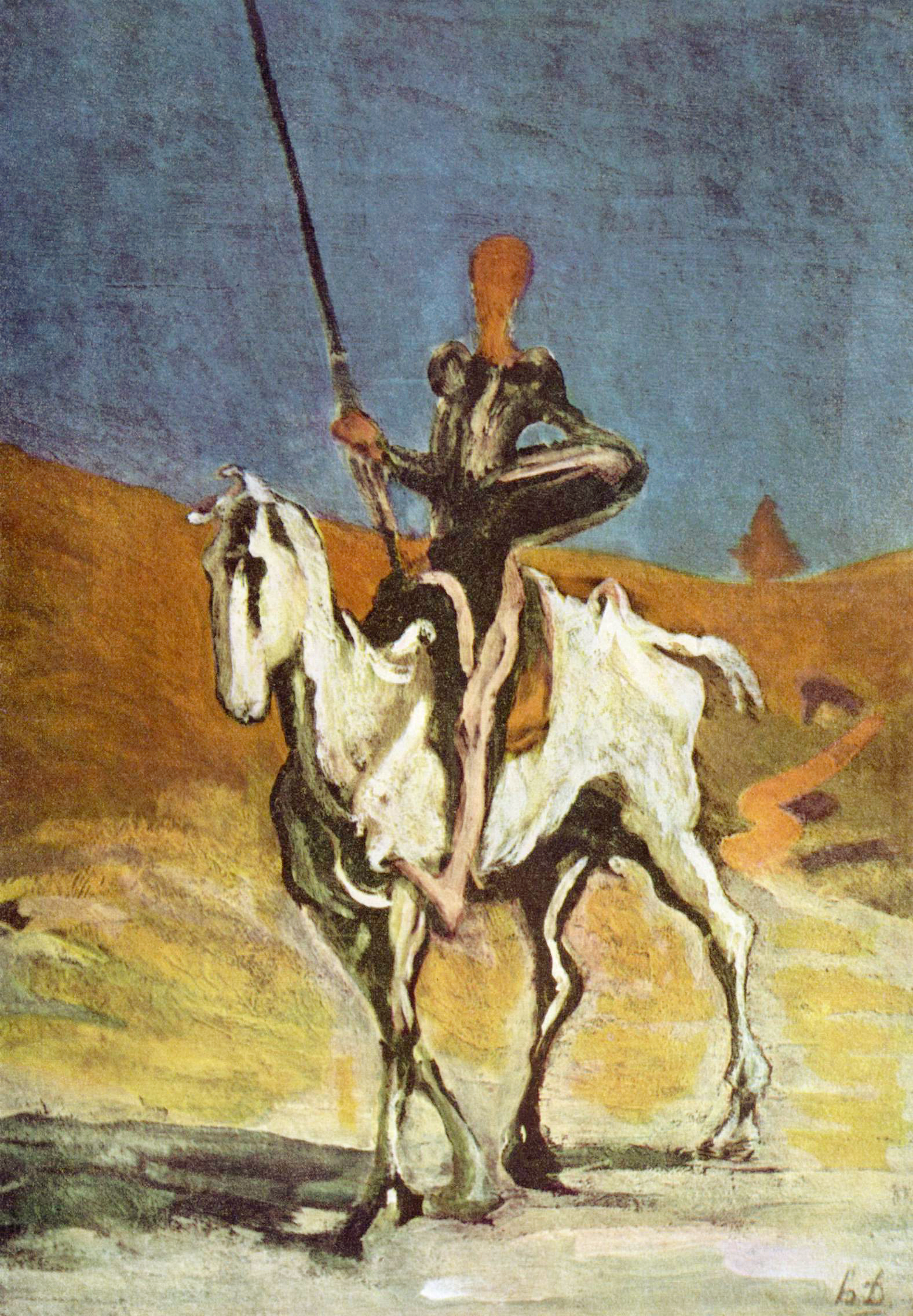
Don Chisciotte e Ronzinante in un dipinto di Honoré Daumier.

Ronzinante (Rocinante in lingua originale) è il cavallo di Don Chisciotte dal romanzo Don Chisciotte della Mancia, di Miguel de Cervantes. Come si può facilmente intuire dal nome, Ronzinante era un ronzino a cui Don Chisciotte diede questo nome prima di partire per diventare un cavaliere errante, perché gli appariva "maestoso" e "sonoro". Il suo padrone pensò ininterrottamente per quattro giorni per trovargli un nome. Nonostante Ronzinante fosse un cavallo di scarsa qualità, Don Chisciotte lo considerava alla pari dei più grandi cavalli mai esistiti, come Bucefalo di Alessandro Magno e proprio col suffisso "-ante" il padrone lo identificava come il primo dei cavalli.
Quando Don Chisciotte (Don Quijote in lunga originale) lo trovò, Ronzinante era stato maltrattato e lasciato in un fienile abbandonato.

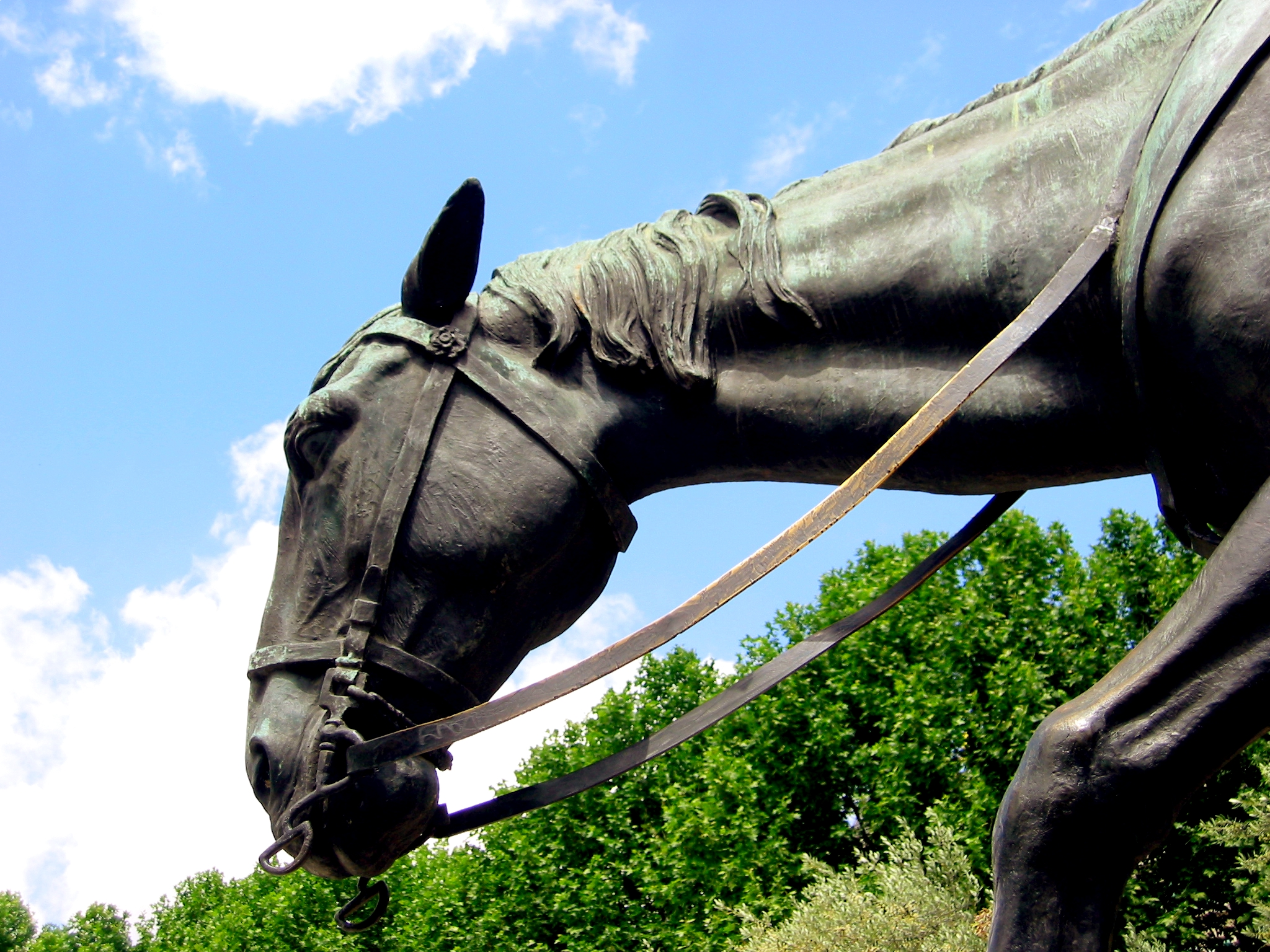
Particolare del monumento a Miguel de Cervantes (Madrid).